# Polybutène-1
Pour les articles homonymes, voir Polybutène (homonymie).
Le polybutène-1 (polybutylène-1, sigle PB-1), est un polymère thermoplastique qui appartient à la famille des polyoléfines.
Il existe deux isomères du polybutène selon la ramification du monomère butène : le polybutène-1, de formule -[CH2-CH(CH2CH3)]n-, et le polyisobutène, de formule -[CH2-C(CH3)2]n-.

## Synthèse
Le polybutène-1 est préparé par le procédé de polymérisation avec catalyse de Ziegler-Natta à basse pression.

## Caractéristiques
- Mise en forme : extrusion et injection
- Couleur : gris
- Densité : 0,93
- Coefficient de dilatation : 0,13 mm/mK
- Conductivité thermique : 0,22 W/mK
- Module de Young : 350 MPa
- Soudage jusqu'à : −10 °C
- Plage de température : de −5 à +95 °C
- PN16 : 20 °C-16 bars, 70 °C-10 bars, 95 °C-5 bars (pour une durée de vie théorique de 50 ans avec un facteur de sécurité de 1,5).

## Utilisations
Le polybutène-1 est utilisé depuis les années 1970 dans les réseaux de chauffage et d'eau chaude sanitaire. Le matériau est fabriqué du diamètre 16 au 225 mm, sa particularité est d'être plus léger et moins épais que les autres matériaux plastiques notamment le PVC.
Sa très faible force de dilatation linéaire (350 N/mm2) permet la suppression d'éléments de compensation de dilatation (lyre ou compensateurs) sur les réseaux d'eau chaude sanitaire.
Le polybutène se raccorde par soudure (polyfusion ou électrofusion) mais également grâce à des raccords mécaniques.

## Commerce
En 2014, la France est nette importatrice de polybutène-1, d'après les douanes françaises. Le prix moyen à la tonne à l'import était de 2 200 €.